# چارلزتاون، کورنوال

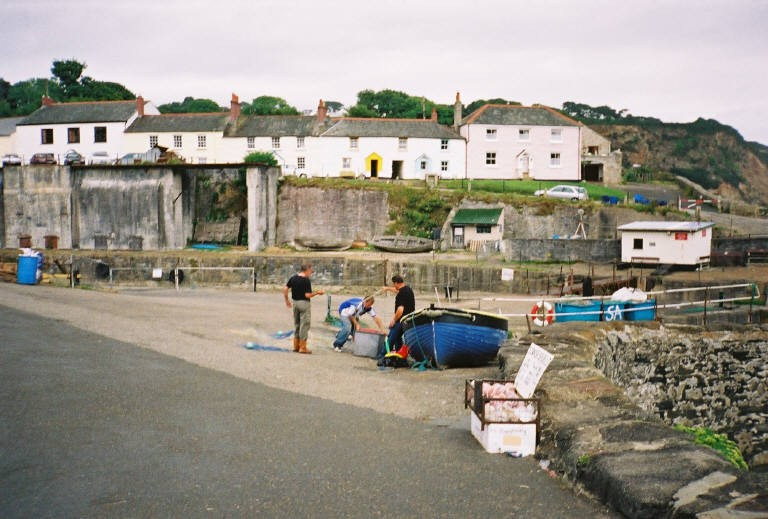
نمایی از شهرک چارلزتاون - ۲۰۰۴

چارلزتاون (به انگلیسی: Charlestown) یک شهرک در بریتانیا است که در St. Austell Bay واقع شده‌است.